# Provisional Government of National Union and National Salvation of Cambodia

Provisional Government of National Union and National Salvation of Cambodia

Unter dem Namen Provisional Government of National Union and National Salvation of Cambodia (Khmer: រដ្ឋាភិបាលបណ្តោះអាសន្ននៃសហភាពជាតិ និងសង្រ្គោះជាតិកម្ពុជា។ Thai: รัฐบาลชั่วคราวสหภาพแห่งชาติและการปลดปล่อยแห่งชาติกัมพูชา) wird ein international nicht anerkannter Staat im heutigen Kambodscha verstanden. Der Staat existierte vom 11. Juni 1994 bis zu seiner Auflösung am 22. Juni 1998. Das Ende des Staates bedeutete das Ende des kambodschanischen Bürgerkriegs.

## Geschichte
Der Staat bestand aus zwei nicht verbundenen Gebieten an der thailändisch-kambodschanischen Grenze, zum einen aus dem von Ieng Sary kontrollierten Pailin und dem von Ta Mok kontrollierten Anlong Veng. Die Gründung des Staates wurde am 11. Juni 1994 durch Radioansprache verkündet. Diese Staatsgründung war notwendig geworden, nachdem die Koalitionsregierung des Demokratischen Kampuchea sich aufgelöst hatte und damit ein staatliches Gebilde für die von den Roten Khmer gehaltenen Gebiete fehlte. Es handelte sich damit um das letzte staatliche Gebilde, das die Roten Khmer aufzubauen versuchten. Hauptstadt des Staates war Pailin, der tatsächliche Regierungssitz Anlong Veng. Offizielles Oberhaupt des Staates war Khieu Samphan, Stellvertreter war Son Sen. Inoffiziell stand die Regierung unter der Kontrolle von Pol Pot. Weitere Ministerposten hielten Chan Youran, Mak Ben, In Sopheap, Kor Bun Heng, Pich Cheang und Chuon Choeun.
Die Hoffnung, dass einige Förderer die neue Regierung anerkennen würden, erfüllte sich nicht. Selbst China erkannte diesen Staat nicht an. Ebenso wurde der Staat vom Nachbarn Thailand nicht anerkannt, obwohl der Grenzhandel die Grundlage dieses Staates bildete. Der UN-Sitz ging an die Regierung des neu gebildeten Königreichs Kambodscha über. Im gleichen Jahr wurde eine großangelegte Militäroffensive gestartet. Dabei begingen die Streitkräfte des Staates schwere Menschenrechtsverletzungen und Kriegsverbrechen. Ganze Dörfer wurden niedergebrannt und die Einwohner getötet. Infrastruktur und Ernte wurden vernichtet. Einheimische und Ausländer wurden verschleppt.
Im August 1996 geriet der Staat in eine existenzielle Krise, nachdem das südliche Gebiet um Pailin seinen bewaffneten Kampf aufgab und einen Sonderfrieden mit der Regierung schloss. Das rohstoffreiche Gebiet um Pailin wurde zu einer Sonderverwaltungszone erklärt, und die tatsächlichen Machthaber um Ieng Sary konnten ihre Macht behalten. Nach dem Tod von Pol Pot 1998 wurden die Gebiete um Anlong Veng von der Regierungsarmee überrannt. Die Streitkräfte der Nationalen Armee des demokratischen Kambodscha leisteten wenig Widerstand und liefen oftmals zum Gegner über. Bis 2007 konnten sich die ehemaligen Kommandeure der Roten Khmer in Pailin halten. In diesem Jahr wurde Pailin von Regierungstruppen besetzt. Mit dem Untergang der Provisional Government of National Union and National Salvation of Cambodia endete der kambodschanische Bürgerkrieg.
Einen wesentlichen Anteil am Zusammenbruch des letzten Rote-Khmer-States hatte die „Win-Win Policy“ von Hun Sen. Mit dem Argument, „Mit Krieg kann man keinen Krieg beenden“, versuchte er einen anderen Weg. Hun Sen bot Überläufern eine großzügige Lösung an; die Übernahme in die königlichen Streitkräfte unter dem jetzigen Rang und Stationierungsort. Mehrere Divisionen der National Army of Democratic Kampuchea liefen daraufhin über. Ein weiterer Grund war die Unterdrückung von Privatbesitz und privatem Handel in Anlong Veng. Während die Führer in Pailin wenig gegen privaten Handel unternahmen, versuchten die Führer in Anlong Veng, diesen ab 1995 wieder zu unterbinden. Pol Pot versuchte vergeblich, ein Überlaufen von Truppen zu verhindern, indem er Mitglieder von Verhandlungsdelegationen und Son Sen mit seiner Familie ermorden ließ. Auch Ta Mok sollte ermordet werden, aber dieser ließ Pol Pot verhaften. Pol Pot wurde von einem Gericht der Roten Khmer zu lebenslanger Haft verurteilt. Die letzten Einheiten ergaben sich am 26. Dezember 1998 an der thailändischen Grenze. Ta Mok konnte am 6. März 1999 verhaftet werden.